# Maïa Tskitichvili
Maïa Tskitichvili, est une femme d'État géorgienne, membre de Rêve géorgien. Elle est Première ministre par intérim en 2021.